# Витік Дніпра
Витік Дніпра (рос. Исток Днепра) — місце початку річки Дніпро. Знаходиться в Сичовському районі, Смоленської області, Росія.

## Місцезнаходження
Витік розташований в урочищі Рождество (Аксенінський мох) Сичовського району Смоленської області, Росія в 5 кілометрах на північний захід від села Бочарово і в 1,9 кілометра на південний схід від колишнього села Дудкіно. Він являє собою слабенький струмок Днепрец, який пробивається з болотистого ґрунту (випливаючи з болота Мшара) на краю лісу (в лісовому масиві Оковський ліс) поблизу села Клецевої, на одному з найбільш піднесених пунктів на південному схилі Валдайської височини. Прямо над ключем зведена дерев'яна каплиця. Поруч стоять два поклонні хрести. Біля початку встановлена табличка з написом «Тут начинается Днепр», а також дерев'яні різьблені ворота.

## Історія
Перша згадка про початок Дніпра та витоки Західної Двіни і Волги міститься в найдавнішому руському літописі «Повість временних літ» (XII століття): «Дніпро ж випливає з Оковського лісу і тече на південь, а Двіна з того ж лісу тече, а йде на північ і впадає в море Варязьке. З того ж лісу тече Волга на схід і впадає сімдесятьма рукавами в Хваліське море».
У середині 1970-х років минулого століття на початку річки Дніпро встановили привезений з Білорусі різьблений зруб криниці, посадили сибірські кедри та сосни. Поруч встановили дерев'яний хрест і заклали камінь, що нагадує про те, що 1941 року 119-а Красноярська дивізія вела кровопролитні бої з німецько-фашистськими загарбниками.
У липні 2010 року тут було збудовано каплицю, а на свято Хрещення Русі сюди вперше прийшов хресний хід з Києва, з часткою святих мощей Володимира Великого. З того часу хресний хід на початку Дніпра став традиційним для РПЦ.

## Традиції
Щорічно в липні в Сичовському районі Смоленської області, Росія відбувається свято «У Святого истока Днепра», присвячене Дню Хрещення Русі. Проходить він на території Свято-Володимирського чоловічого монастиря та на початку річки Дніпро; тисячі людей приїжджають сюди, щоб відвідати це символічне місце в день Хрещення Русі на початку Дніпра.
У рамках урочистості відбувається літургія, хресний хід до початку Дніпра, влаштовується святковий концерт. Тут же працює ярмарок «Город мастеров» — виставка умільців декоративно-ужиткової творчості, торговельні намети з сувенірами, виробами народних умільців, продуктами харчування. На майданчику організуються фотовиставки, конкурси, вікторини, «слов'янські ігри» та майстер-класи майстрів народної творчості.